# Johann Gottlob Horn (Instrumentenbauer)
Johann Gottlob Horn (* 1748 in Nickern; † September 1796 in Dresden) war Tischler und Instrumentenmacher in Nickern und Dresden.

## Schaffen
Der jüngere Bruder des Müllers und Instrumentenmachers Gottfried Joseph Horn war Johann Gottlob Horn. Er wurde wohl von seinem fast zehn Jahre älteren Bruder angehalten, sich mit dem Tischlerhandwerk vertraut zu machen, um später auch Instrumenten- und Orgelbauer zu werden. Er lernte bei Johann Christoph Keitel in Dresden und von 1771 bis 1773 beim Augsburger Orgelbauer Johann Andreas Stein (1728–1792). Zu einer weiteren, sechsjährigen Ausbildung ging er nach Gera zu Christian Gottfried Friederici (1717–1777). Auf dessen Empfehlung gründete Horn 1779 in Dresden sein eigenes Atelier und stellte Clavichorde, Cembali, Hammerklaviere und Claviorgana her.
Sein erstes Clavichord erwarb Graf Reuß-Köstritz. 1795 war das 556. Instrument fertig. Zeitweilig leitete er das Unternehmen zusammen mit Heinrich Rudolph Mack, der sein Gehilfe war. Der übernahm gemeinsam mit Horns Schüler Carl Ernst Fürchtegott Renzsch nach dem Tode des Meisters 1796 das Atelier in Dresden. Die Leitung hatte aber Horns Witwe Susanne Elisabeth Geilfuß (1752–1818) inne. Die Instrumente der Brüder Horn galten als Spitzenerzeugnisse und sollen bis nach Amerika, Livland und Russland, sogar bis Afrika exportiert worden sein. Ein Clavichord von Johann Gottlob Horn aus dem Jahr 1793 befindet sich im Musikinstrumenten-Museum des Staatlichen Instituts für Musikforschung der Stiftung Preußischer Kulturbesitz.

## Familie
Horn war der jüngste Sohn des Nickerner Erbmüllers Gottfried Horn (1709–1763) und dessen Frau Martha (1709–1757). Zu der Zeit gab es am Geberbach drei Mühlen. Horns Vater gehörte die Obermühle, die er nach seinem Tod 1763 an seinen ältesten Sohn Gottfried Joseph weitergab, der sich als Erster in Nickern dem Klavier- und Pianofortebau widmete.
Johann Gottlob Horn war mit Susanna Elisabeth Geilfuß (um 1752–1818) 1779 in Dresden verheiratet, hinterließ aber keine Kinder.
Die Clavichorde der Horn-Brüder galten als Spitzenerzeugnisse in der Spätzeit dieses Tasteninstrumententyps und zeichneten sich durch ihren „Silberton“ aus. Instrumente der Brüder stehen heute im Musikinstrumentenmuseum in Leipzig, im Museum für Kunst und Gewerbe Hamburg und im Deutschen Museum in München. Ein Clavichord aus der Werkstatt Horns Erben besitzt auch das Museum of Finest Arts in Boston (USA).